# フィッシャーの原理
フィッシャーの原理（フィッシャーのげんり、Fisher's principle）とは、多くの生物で性比がおおむね1:1になる理由の説明である。ロナルド・フィッシャーの『自然選択の遺伝学的理論(1930年)』によって概略が示された。血縁選択説とならんで進化生物学における最も重要なアイディアの一つと考えられている。フィッシャーは彼の主張を「親の出費」という用語で説明し、親の出費はどちらの性の子を作るときでも等しいと予測した。

## 概要
ウィリアム・ドナルド・ハミルトンは『異常な性比(1967)』でフィッシャーの原理を次のように説明した。
親の繁殖コストが、子の性がオスメスどちらでも等しい場合に：
1. オスがメスよりも少なく生まれる集団を想定する
2. 新たに生まれたオスは、新たに生まれたメスよりも多くの配偶者を獲得でき、そのためより多くの子をもうけられると予測できる。
3. したがって、遺伝的にオスの子をより多く産む親は、平均以上の孫を獲得できる。
4. したがって、オスをより産みやすい遺伝子は広まり、次第にオスの割合が増加する。
5. 性比が1:1に近づくほど、オスを多く産む性質の有利さは次第に弱まる。
6. この例はオスとメスを入れ替えても成り立つ。また一夫一妻でも、一夫多妻でも、配偶システムにかかわらずこの議論は成り立つ。1:1で性比は均衡する。

現代風に言えば、1:1の性比は進化的に安定な戦略である。このメカニズムが成立するのは集団内で自由交配が行われている場合である。また全ての個体が1:1の割合で雄雌の子を産む必要はない。半分の個体が1:2で、残り半分が2:1で子を産んでもこの集団は進化的に安定である。またこの均衡は、集団全体の子孫数を最大化するメカニズムではなく、それぞれの個体の子孫数を最大化するメカニズムによって起きることに注意が必要である。

### 親の出費
フィッシャーは子を育てるコストを親の出費と呼んだ。フィッシャーの原理で重要な点は、進化的に安定な状態となるのは、子の数の性比が1:1の時ではなく、親がオスの子とメスの子へ振り分ける総出費の比が1:1になるときであると発見したことである。
{\displaystyle Cm\times M=Cf\times F}
Cmはオスを作るコスト、Mはオスの子数、Cfはメスを作るコスト、Fはメスの子数を表す。つまり、たとえばオスの子がメスよりも大きく成長する（しなければ性選択に勝てないなど）状況で、オスを育てるコストがメスの二倍になるのであれば、その動物ではオスの子の数はメスの半分に減るだろうということである。そして多くの動物ではこの予測がおおむね成り立っている事がわかっている。フィッシャーの親の出費（現在では「親の投資」と呼ばれる）の概念は、特にロバート・トリヴァーズによって洗練されて生態学の重要な概念となった。またこの予測を大きく外れるケースについてはハミルトンが『異常な性比』で論じている。

## 議論の拡張
フィッシャーの原理は、ナイーブな群選択理論、つまり種の保存や種の維持という概念が全盛であった頃に、個体選択の力強さを示した最も初期の例であった。特にゾウアザラシのような一夫多妻の種で、なぜ群れの大きな部分をただ食料を消費するだけの独身のオスが占めているかが説明できる。しかし、当初は注目を集めなかった。
フィッシャーは二世代だけでなく、三世代目まで適応度に含め計算することでこの問題を解決した。フィッシャーの原理は、集団遺伝学者のR.F.ショーとJ.ドーソン・モーラによって数学的に表現された。また、フィッシャーの原理は進化ゲーム理論のさきがけでもある。ロバート・マッカーサー(1965)は、最初にゲーム理論を性比に適用することを提案した。そしてハミルトンの「打ち負かされない戦略 (1967)」に取り入れられた。ハミルトンの打ち負かされない戦略はジョージ・プライス(1972)に着想を与え、プライスとジョン・メイナード＝スミスとよって「進化的に安定な戦略」（1973）として洗練された。

## 学説史
A.W.F. エドワーズの学説史研究によれば、このアイディアはフィッシャーがオリジナルではない。最も古い記述はチャールズ・ダーウィンの『人間の由来（1871）』の第一版に見られる。ダーウィンは性比が自然選択によって均衡すると見抜いていたが、洗練された理論ではなく、第二版では削除された。フィッシャーは著書にダーウィンの議論を引用している。その後、イエナ大学のカール・デュージングは1883年から1884年にかけて3つの論文でこれに言及しているが、後のショーとモーラの研究と本質的に同じものであった。

## 関連書籍
フィッシャーの原理は重要でありながらわかりやすいため多くの一般向け科学書で取り上げられている。
- リチャード・ドーキンス『祖先の物語　上』アザラシの物語 p301
- 長谷川真理子 『雄と雌の数をめぐる不思議』 日本語で一般向けに書かれた本の中では性比やフィッシャー原理に関するもっとも優れた概説書。